# Criacionismo da Terra Jovem

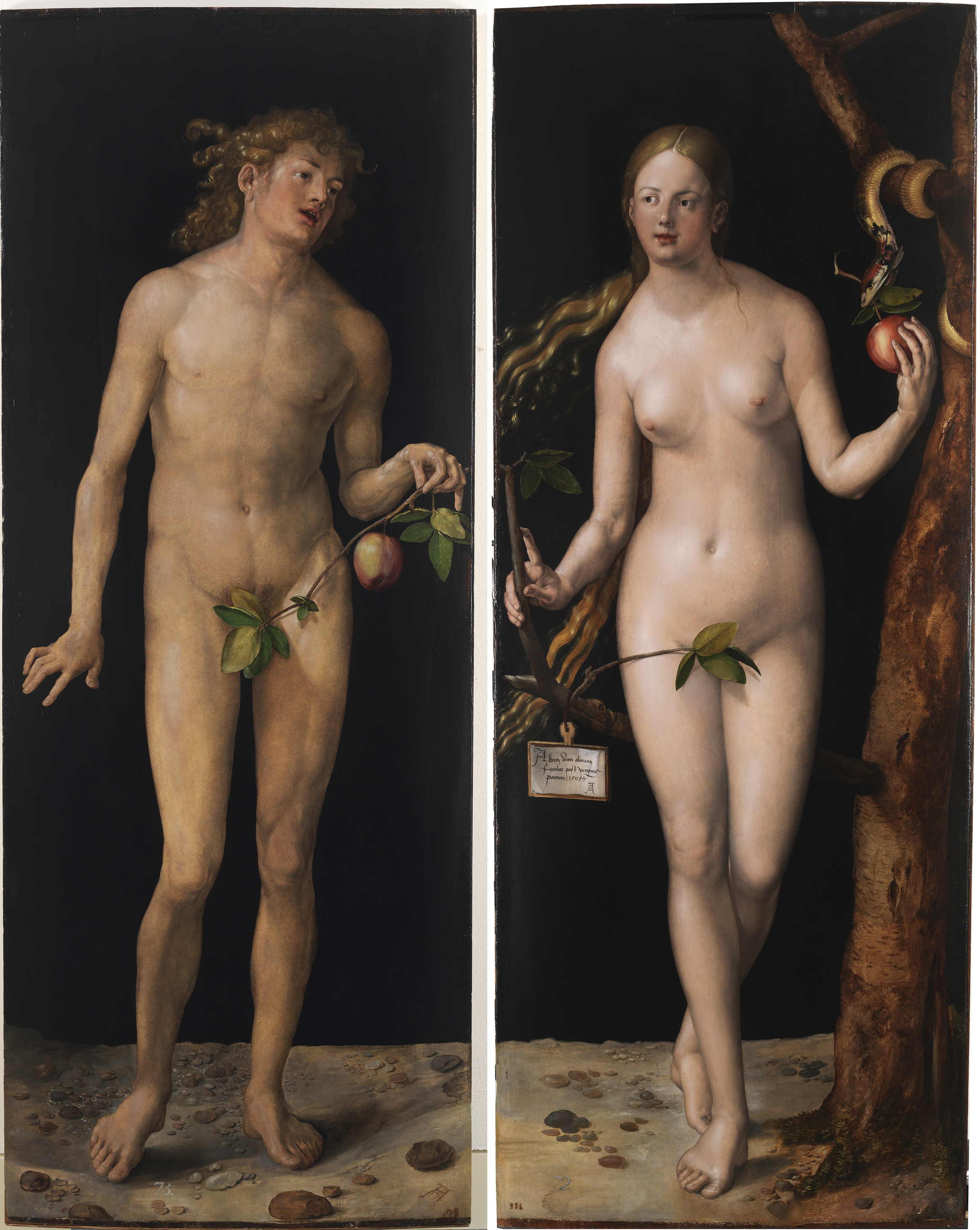
Adão e Eva (Dürer), 1507

O criacionismo da Terra jovem é uma forma de criacionismo que sustenta como princípio central que o Universo, a Terra e suas formas de vida foram criadas por atos sobrenaturais do Deus abraâmico entre aproximadamente 6 000 e 10 000 anos atrás. Em sua versão mais difundida, é baseado na crença religiosa na inerrância de certas interpretações literais do Livro do Gênesis. Seus principais adeptos são cristãos e judeus que acreditam que Deus criou a Terra em seis dias literais de 24 horas, em contraste com criacionismo da Terra antiga, que tem interpretações do Gênesis como compatíveis com as eras cientificamente determinadas da Terra, do universo e evolucionismo teísta, que postula que os princípios científicos da evolução, o Big Bang, abiogênese, teoria nebular solar, idade do Universo e idade da Terra são compatíveis com uma interpretação metafórica do Gênesis.
Desde meados do século 20, os criacionistas da Terra jovem – começando com Henry Morris (1918–2006) – desenvolveram e promoveram uma explicação pseudocientífica chamada criacionismo científico como base para uma crença religiosa em uma criação sobrenatural geologicamente recente, em resposta à aceitação científica da Teoria da Evolução de Charles Darwin, que foi desenvolvida ao longo do século anterior. Os movimentos contemporâneos surgiram em protesto ao consenso científico, estabelecido por inúmeras disciplinas científicas, que demonstra que a idade do universo é de cerca de 13,8 bilhões de anos, a formação da Terra e do Sistema Solar aconteceu há cerca de 4,6 bilhões de anos e a origem da vida na Terra ocorreu há cerca de 4 bilhões de anos.

## História

### Datas bíblicas para a criação
Os criacionistas da Terra jovem afirmaram que sua visão tem suas raízes mais antigas no antigo judaísmo, citando, por exemplo, o comentário sobre o Gênesis por Ibn Ezra (c. 1089–1164). Dito isso, Shai Cherry, da Universidade Vanderbilt, observa que os teólogos judeus modernos geralmente rejeitam tais interpretações literais do texto escrito e que mesmo os comentaristas judeus que se opõem a alguns aspectos da ciência geralmente aceitam evidências científicas de que a Terra é muito mais antiga. Vários estudiosos judeus antigos, incluindo Fílon, seguiram uma interpretação alegórica do Gênesis.
A data de criação mais aceita e popular entre os criacionistas da Terra jovem é 4 004 a.C.. porque esta data específica aparece na cronologia de Ussher. Esta cronologia foi incluída em muitas Bíblias de 1701 em diante, incluindo a Bíblia do Rei Jaime. A data de criação mais recente já registrada dentro das tradições históricas judaicas ou cristãs é 3 616 a.C., por Yom-Tov Lipmann-Muhlhausen, enquanto a data mais antiga proposta foi 6 984 a.C. por Afonso X de Castela. No entanto, alguns proponentes contemporâneos ou mais recentes do criacionismo da Terra jovem propuseram datas que são vários milhares de anos mais antigas, teorizando lacunas significativas nas genealogias dos capítulos 5 e 11 do Livro do Gênesis. Harold Camping, por exemplo, datou a criação em 11 013 a.C., enquanto Christian Charles Josias Bunsen, no século 19, datou a criação em 20 000 a.C..
A hermenêutica da reforma protestante inclinou alguns dos reformadores, incluindo João Calvino, Martinho Lutero e protestantes posteriores a uma leitura literal da Bíblia conforme traduzida. Isso significa que eles acreditavam que os "dias" mencionados em Gênesis correspondem a dias comuns, em contraste com a leitura dos "dias" como um período de tempo mais longo.

### Revolução Científica e a Terra antiga
A partir do século 18, o apoio a uma Terra jovem reduziu-se entre cientistas e filósofos à medida que novos conhecimentos, incluindo descobertas da Revolução Científica e do Iluminismo. Em particular, as descobertas na geologia exigiam uma Terra com muito mais que milhares de anos, e propostas como o Neptunismo de Abraham Gottlob Werner tentaram incorporar o que foi entendido a partir de investigações geológicas em uma descrição coerente da história natural da Terra. James Hutton, agora considerado o pai da geologia moderna, foi além e abriu o conceito de tempo profundo para a investigação científica. Em vez de assumir que a Terra estava se deteriorando de um estado primitivo, ele sustentou que a Terra era infinitamente antiga. Huton afirmou que:

a história passada de nosso globo deve ser explicada pelo que pode ser visto estar acontecendo agora... Nenhum poder deve ser empregado que não seja natural ao globo, nenhuma ação deve ser admitida exceto aquelas cujo princípio conhecemos.
A principal linha de argumentação de Hutton era que os tremendos deslocamentos e mudanças que ele estava vendo não aconteceram em um curto período de tempo por meio de uma catástrofe, mas que os processos incrementais de soerguimento e erosão que ocorrem na Terra nos dias atuais os causaram. Como esses processos eram muito graduais, a Terra precisava ser antiga para dar tempo para que as mudanças ocorressem. Enquanto suas ideias de plutonismo foram fortemente contestadas, investigações científicas sobre ideias concorrentes de catastrofismo empurraram a idade da Terra para milhões de anos—ainda muito mais jovem do que comumente aceito pelos cientistas modernos, mas muito mais antiga do que a Terra jovem de menos de 20 000 anos em que os literalistas bíblicos acreditavam.
As ideias de Hutton, chamadas de uniformitarismo ou gradualismo, foram popularizadas por Charles Lyell no início do século XIX. A defesa enérgica e a retórica de Lyell levaram o público e as comunidades científicas a aceitar amplamente uma Terra antiga. A essa altura, os reverendos William Buckland, Adam Sedgwick e outros primeiros geólogos abandonaram suas ideias anteriores de catastrofismo relacionado a um dilúvio bíblico e limitaram suas explicações a inundações locais. Na década de 1830, o consenso científico havia abandonado uma Terra jovem como uma hipótese séria.
Como muitos estudiosos da Bíblia reinterpretaram Gênesis 1 à luz dos resultados geológicos de Lyell com o apoio de vários estudiosos científicos (cristãos) renomados, o desenvolvimentismo, uma forma de evolução teísta baseada na seleção natural de Darwin, cresceu em aceitação.
Esta tendência do século XIX foi contestada. Os geólogos das escrituras [en] e mais tarde os fundadores do Victoria Institute [en] se opuseram ao declínio do apoio a uma jovem Terra biblicamente literal.

### Fundamentalismo cristão e crença em uma Terra jovem
A ascensão do cristianismo fundamentalista no início do século 20 trouxe a rejeição da evolução . Seus líderes explicaram uma Terra antiga por meio da crença na lacuna ou na interpretação do dia-era do Gênesis [en]. Em 1923, George McCready Price, um adventista do sétimo dia, escreveu The New Geology, um livro parcialmente inspirado no livro Patriarchs and Prophets no qual a profeta adventista do sétimo dia Ellen G. White descreveu o impacto do Grande Dilúvio sobre a forma da Terra. Embora não fosse um geólogo credenciado, os escritos de Price, que foram baseados na leitura de textos e documentos geológicos em vez de trabalho de campo ou de laboratório, fornecem uma perspectiva explicitamente fundamentalista da geologia. O livro atraiu um pequeno número de seguidores, sendo quase todos pastores luteranos e adventistas do sétimo dia na América do Norte. Price tornou-se popular entre os fundamentalistas por sua oposição à evolução, embora eles continuassem a acreditar em uma Terra antiga.
Na década de 1950, o trabalho de Price foi severamente criticado, particularmente por Bernard Ramm em seu livro The Christian View of Science and Scripture . Juntamente com J. Laurence Kulp, um geólogo, as Assembleias dos Irmãos e outros cientistas, Ramm influenciou organizações cristãs como a American Scientific Affiliation em não apoiar a geologia diluviana .
O trabalho de Price foi posteriormente adaptado e atualizado por Henry M. Morris e John C. Whitcomb Jr. em seu livro The Genesis Flood em 1961. Morris e Whitcomb argumentaram que a Terra era geologicamente recente e que o Grande Dilúvio havia estabelecido a maior parte dos estratos geológicos no espaço de um único ano, revivendo argumentos pré-uniformitários. Dada esta história, eles argumentaram, "o último refúgio do caso para a evolução desaparece imediatamente, e o registro das rochas torna-se um tremendo testemunho... da santidade, justiça e poder do Deus vivo da Criação!"
Organizações irmãs, como a Creation Research Society, têm procurado reinterpretar as formações geológicas dentro de um ponto de vista criacionista da Terra jovem. Langdon Gilkey escreve:

... nenhuma distinção é feita entre teorias científicas, por um lado, e teorias filosóficas ou religiosas, por outro, entre questões científicas e os tipos de questões que as crenças religiosas procuram responder... Ao contrário de seus escritos de ciência da criação, os criacionistas consideram a evolução e todas as outras teorias associadas a ela, como a fonte intelectual e a justificação intelectual de tudo o que é mau e destrutivo para eles na sociedade moderna. Para eles, tudo o que é espiritualmente saudável e criativo tem estado por um século ou mais sob ataque por "aquele mais complexo de movimentos ímpios gerados pelo penetrante e poderoso sistema de uniformitarismo evolutivo", "Se o sistema de geologia do dilúvio pode ser estabelecido em um base científica sólida... então toda a cosmologia evolutiva, pelo menos em sua forma neodarwiniana atual, entrará em colapso. Isso, por sua vez, significaria que todo sistema e movimento anticristão (comunismo, racismo, humanismo, libertarianismo, behaviorismo e todo o resto) seriam privados de sua fundação pseudo-intelectual", "[a evolução] serviu efetivamente como a base pseudocientífica do ateísmo, agnosticismo, socialismo, fascismo e numerosas filosofias defeituosas e perigosas ao longo do século passado.

### Impacto
Uma declaração conjunta de 2006 do InterAcademy Panel on International Issues (IAP) por 68 academias de ciências nacionais e internacionais enumerou os fatos científicos que o criacionismo da Terra jovem contradiz, em particular que o universo, a Terra e a vida têm bilhões de anos, que cada um tem passou por mudanças contínuas ao longo desses bilhões de anos, e que a vida na Terra evoluiu de uma origem primordial comum para as diversas formas observadas no registro fóssil e presentes hoje. A teoria evolutiva continua sendo a única explicação que dá conta de todas as observações, medições, dados e evidências descobertas nos campos da biologia, ecologia, anatomia, fisiologia, zoologia, paleontologia, biologia molecular, genética, antropologia e outros. 
Criacionistas da Terra jovem dizem que a falta de apoio para suas crenças pela comunidade científica se deve à discriminação e censura de jornais científicos profissionais e organizações científicas profissionais. Este argumento foi explicitamente rejeitado nas decisões do caso do Tribunal Distrital dos Estados Unidos de 1981, McLean v. Arkansas [en], pois nenhuma testemunha foi capaz de produzir quaisquer artigos cuja publicação tenha sido recusada e o juiz não conseguiu conceber como "um grupo desorganizado de pensadores independentes em todos os campos da ciência poderia, ou iria, censurar tão efetivamente novos pensamentos". Um estudo de 1985 também descobriu que apenas 18 das 135 000 submissões para revistas científicas defendiam o criacionismo.
As ideias de Morris tiveram um impacto considerável no criacionismo e no cristianismo fundamentalista. Armado com o apoio de organizações e indivíduos conservadores, seu tipo de "criacionismo científico" foi amplamente promovido nos Estados Unidos e no exterior, com seus livros sendo traduzidos para pelo menos dez idiomas diferentes. A inauguração do chamado "criacionismo da Terra jovem" como uma posição religiosa tem, ocasionalmente, impactado a educação científica nos Estados Unidos, onde controvérsias periódicas têm ocorrido sobre a adequação do ensino da doutrina da Terra jovem e criacionismo científico em escolas públicas (ver Ensine a Controvérsia) paralelamente ou em substituição da teoria da evolução. O criacionismo da Terra jovem não teve um impacto tão grande nos círculos menos literalistas do cristianismo. Algumas igrejas, como a Igreja Católica Romana e as Igrejas Ortodoxas Orientais, aceitam a possibilidade da evolução teísta; embora os membros individuais da igreja possam apoiar o criacionismo da Terra jovem e o façam sem a condenação explícita dessas igrejas.
A adesão ao criacionismo da Terra jovem e a rejeição da evolução é maior nos Estados Unidos do que na maior parte do resto do mundo ocidental. Uma pesquisa Gallup de 2012 relatou que 46% dos americanos acreditavam na visão criacionista de que Deus criou os humanos em sua forma atual em algum momento nos últimos 10 000 anos, uma estatística que permaneceu essencialmente a mesma desde 1982; para aqueles com educação de pós-graduação, apenas 25% acreditavam no ponto de vista criacionista. Cerca de um terço dos americanos acreditava que os humanos evoluíram com a orientação de Deus e 15% disseram que os humanos evoluíram, mas que Deus não participou do processo. Uma pesquisa de 2009 da Harris Interactive descobriu que 39% dos americanos concordam com a afirmação de que "Deus criou o universo, a Terra, o Sol, a Lua, as estrelas, as plantas, os animais e as duas primeiras pessoas nos últimos 10 000 anos". ainda assim, apenas 18% dos americanos entrevistados concordaram com a afirmação "A Terra tem menos de 10 000 anos". Uma pesquisa sobre criacionismo por Gallup de 2017 descobriu que 38% dos adultos nos Estados Unidos se inclinavam para a visão de que "Deus criou os humanos em sua forma atual em um momento nos últimos 10 000 anos" quando questionados sobre suas opiniões sobre a origem e o desenvolvimento do ser humano. seres, que Gallup observou ser o nível mais baixo em 35 anos.
As razões para a maior rejeição da evolução nos EUA incluem a abundância de cristãos fundamentalistas em comparação com a Europa. Uma pesquisa por Gallup de 2011 relatou que 30% dos americanos disseram que a Bíblia é a verdadeira palavra de Deus e deve ser interpretada literalmente, uma estatística que caiu ligeiramente desde o final dos anos 1970. Cerca de 54 por cento daqueles que frequentavam a igreja semanalmente e 46 por cento daqueles com ensino médio ou menos entendiam a Bíblia literalmente.

## Características e crenças
A crença comum dos criacionistas da Terra jovem é que a Terra e a vida foram criadas em seis períodos de 24 horas, 6 000 a 10 000 anos atrás. No entanto, existem diferentes abordagens de como isso é possível, dadas as evidências geológicas para escalas de tempo muito mais longas. O Science Education Resource Center no Carleton College identificou dois tipos principais de sistemas de crenças na Terra jovem:
- Os que acreditam na geologia do dilúvio atribuem grande importância à história bíblica do dilúvio de Noé para explicar o registro fóssil e os estratos geológicos . As principais organizações americanas de criacionismo da Terra jovem, como o Institute for Creation Research e Answers in Genesis, apoiam essa abordagem com argumentação detalhada e referências a evidências científicas, embora muitas vezes enquadradas em equívocos pseudocientíficos.[52]
- Uma forma menos visível de criacionismo da Terra jovem e não vista com tanta frequência na internet é aquela que afirma que não houve essencialmente nenhum desenvolvimento do Universo, da Terra ou da vida desde a criação—que a criação está em um estado estável desde o início sem grandes mudanças. Segundo Ronald Numbers, essa crença, que não tenta necessariamente explicar as evidências científicas por meio do apelo a um dilúvio global, não foi tão promovida quanto o exemplo anterior dado.[53] Esses criacionistas da Terra jovem acreditam que os fósseis não são reais e que grandes extinções nunca ocorreram, então dinossauros, trilobitas e outros exemplos de organismos extintos encontrados no registro fóssil teriam que ser fraudes ou simplesmente mentiras seculares, promovidas talvez pelo diabo.[52] [54]

### Visão da Bíblia
Os criacionistas da Terra jovem consideram a Bíblia um registro historicamente preciso e factualmente inerrante da história natural. Como Henry Morris, um dos principais criacionistas da Terra jovem, explicou: "Os cristãos que flertam com leituras pouco literais dos textos bíblicos também estão flertando com o desastre teológico". De acordo com Morris, os cristãos devem "ou... acreditar na Palavra de Deus até o fim, ou não acreditar de jeito nenhum". Os criacionistas da Terra jovem consideram o relato da criação dado em Gênesis como um registro factual da origem da Terra e da vida, e que os cristãos que creem na Bíblia devem, portanto, considerar Gênesis 1–11 como historicamente precisos.

#### Interpretações do Gênesis
Os criacionistas da Terra jovem acreditam que o dilúvio descrito em Gênesis 6–9 ocorreu, foi global em extensão e submergiu toda a terra seca da Terra. Alguns criacionistas da Terra jovem vão além e defendem um tipo de geologia de dilúvio que se baseia na apropriação de argumentos do final do século XVIII e início do século XIX em favor do catastrofismo feito por cientistas como Georges Cuvier e Richard Kirwan . Essa abordagem, que foi substituída em meados do século XIX quase inteiramente pelo uniformitarismo, foi adotada de forma mais famosa por George McCready Price e esse legado se reflete nas organizações de criacionismo da Terra jovem mais proeminentes hoje. As ideias, dos  criacionistas da Terra jovem, para acomodar a enorme quantidade de água necessária para uma inundação em escala global incluíam a invenção de construções como um dossel de vapor em órbita que teria desmoronado e gerado a chuva extrema necessária ou um movimento rápido de placas tectônicas causando aquíferos subterrâneos ou tsunamis de vapor vulcânico submarino para inundar o planeta.

### Idade da Terra
A crença criacionista da Terra jovem de que a idade da Terra é de 6 000 a 10 000 anos entra em conflito com a idade de 4,54 bilhões de anos medida usando métodos geocronológicos validados de forma independente, incluindo datação radiométrica. Os criacionistas contestam esses e todos os outros métodos que demonstram a escala de tempo da história geológica, apesar da falta de evidências científicas de que existam quaisquer inconsistências ou erros na medição da idade da Terra.
Entre 1997 e 2005, uma equipe de cientistas do Institute for Creation Research conduziu um projeto de pesquisa de oito anos intitulado RATE (Radioisótopos e a Idade da Terra) para avaliar a validade e precisão das técnicas de datação radiométrica. Enquanto eles concluíram que havia evidências esmagadoras de mais de 500 milhões de anos de decaimento radioativo, eles alegaram ter encontrado outras evidências científicas para provar uma Terra jovem. Eles, portanto, propuseram que as taxas de decaimento nuclear foram aceleradas por um fator de um bilhão durante a semana da Criação e na época do Dilúvio. No entanto, quando submetidas ao escrutínio independente por especialistas não afiliados, suas análises mostraram-se falhas.

### História humana
Os criacionistas da Terra jovem rejeitam quase todos os resultados da antropologia física e da evolução humana e, em vez disso, insistem que Adão e Eva foram os ancestrais universais de todos os seres humanos que já viveram. Diz-se que o dilúvio de Noé, conforme relatado no livro de Gênesis, matou todos os humanos na Terra, com exceção de Noé e seus filhos e suas esposas, então os criacionistas da Terra jovem também argumentam que todos os humanos vivos hoje são descendentes desta única família.
A crença literal de que a variedade linguística do mundo se originou com a torre de Babel é pseudocientífica, às vezes chamada de pseudolinguística, e é contrária ao que se sabe sobre a origem e a história das línguas.

### Geologia do dilúvio, o registro fóssil e os dinossauros
Os criacionistas da Terra jovem rejeitam a evidência geológica de que a sequência estratigráfica de fósseis prova que a Terra tem bilhões de anos. Em seu Illogical Geology, expandido em 1913 como The Fundamentals of Geology, George McCready Price argumentou que a sequência ocasionalmente fora de ordem de fósseis que se mostra ser devido a falhas de empuxo tornou impossível provar que qualquer fóssil era mais antigo do que qualquer outro. de outros. Sua "lei" de que os fósseis podem ser encontrados em qualquer ordem implica que os estratos não podem ser datados sequencialmente. Em vez disso, ele propôs que essencialmente todos os fósseis foram enterrados durante o dilúvio e, assim, inaugurou a geologia do dilúvio . Em numerosos livros e artigos, ele promoveu esse conceito, concentrando seu ataque na sequência da escala de tempo geológica como "a falsificação do diabo dos seis dias da Criação, conforme registrado no primeiro capítulo do Gênesis". Hoje, muitos criacionistas da Terra jovem ainda afirmam que o registro fóssil pode ser explicado pelo dilúvio global.
Em The Genesis Flood (1961), Henry M. Morris reiterou os argumentos de Price e escreveu que, como não houve morte antes da Queda do Homem, ele se sentiu "compelido a datar todos os estratos rochosos que contêm fósseis de criaturas outrora vivas como subseqüentes à queda de Adão", atribuindo a maior parte ao dilúvio. Ele acrescentou que humanos e dinossauros viveram juntos, citando Clifford L. Burdick para o relatório de que pegadas de dinossauros supostamente foram encontradas sobrepondo uma trilha humana no leito do rio Paluxy, na formação Glen Rose . Ele foi posteriormente avisado de que poderia ter sido enganado, e Burdick escreveu a Morris em setembro de 1962 que "você meio que arriscou o pescoço ao publicar aquelas faixas de Glen Rose". Na terceira impressão do livro esta seção foi removida.
Seguindo nessa linha, muitos criacionistas da Terra jovem, especialmente aqueles associados às organizações mais visíveis, não negam a existência de dinossauros e outros animais extintos presentes no registro fóssil. Normalmente, eles afirmam que os fósseis representam os restos de animais que morreram no dilúvio. Várias organizações criacionistas propõem ainda que Noé levou os dinossauros com ele na arca, e que eles só começaram a desaparecer como resultado de um ambiente pós-dilúvio diferente. O Museu da Criação em Kentucky retrata humanos e dinossauros coexistindo antes do Dilúvio, enquanto a atração de beira de estrada da Califórnia, Cabazon Dinosaurs, descreve os dinossauros como sendo criados no mesmo dia que Adão e Eva. O Museu de Evidências da Criação em Glen Rose, Texas, tem uma "biosfera hiperbárica" destinada a reproduzir as condições atmosféricas anteriores ao Dilúvio que poderiam criar dinossauros. O proprietário Carl Baugh diz que essas condições faziam com que as criaturas crescessem e vivessem mais tempo, de modo que os humanos daquela época eram gigantes.
Como o termo "dinossauro" foi cunhado por Richard Owen em 1842, a Bíblia não usa a palavra "dinossauro". Algumas organizações criacionistas propõem que a palavra hebraica tanniyn (תנין, pronunciada [tanˈnin] ), mencionado quase trinta vezes no Antigo Testamento, deve ser considerado um sinônimo. Nas traduções para o inglês, tanniyn foi traduzido como "monstro marinho" ou "serpente", mas na maioria das vezes é traduzido como "dragão". Além disso, no Livro de Jó, um "beemote" (Jó 40:15–24) é descrito como uma criatura que "move sua cauda como um cedro"; o beemote é descrito como "primeiro entre as obras de Deus" e impossível de capturar (v. 24). Os estudiosos bíblicos identificaram alternativamente o gigante como um elefante, um hipopótamo ou um touro, mas alguns criacionistas identificaram o gigante com dinossauros saurópodes, muitas vezes especificamente o Brachiosaurus de acordo com sua interpretação do verso "Ele é o chefe dos caminhos de Deus", implicando que o gigante é o maior animal que Deus criou. O leviatã é outra criatura mencionada no Antigo Testamento da Bíblia que alguns criacionistas argumentam ser na verdade um dinossauro. Alternativamente, estudiosos mais tradicionais identificaram o Leviatã (Jó 41:9) com o crocodilo-do-nilo ou, porque os textos de Ugarite o descrevem como tendo sete cabeças, uma besta puramente mítica semelhante à Hidra de Lerna.
Em uma edição de 2019 do autor de ciência Skeptical Inquirer, Philip J. Senter detalha muitas fraudes dos séculos 16 e 17 que construíram dragões compostos que Senter chama de "Homens de Piltdown do Criacionismo", afirmando que muitos criacionistas da Terra jovem acreditam nessas fraudes, embora "os falsos não nem se parecem com os animais que os autores criacionistas afirmam ser". Outras fraudes mais recentes, como o Gigante de Cardiff [en], os artefatos de Tucson, as trilhas de Burdick e as figuras de Acámbaro ainda estão sendo citadas como prova de uma terra jovem, embora alguns dos fraudadores tenham confessado. Os criacionistas da Terra jovem, de acordo com Senter, são rápidos em apontar as embaraçosas falsificações que alguns cientistas acreditaram durante anos, como o Homem de Piltdown. Senter continua "Mas também é um tanto hipócrita, pois a literatura do criacionismo da Terra jovem está repleta de casos em que seus próprios autores caíram nas farsas do 'dragão' taxidérmico".

### Atitude em relação à ciência
O criacionismo da Terra jovem é mais famoso por uma oposição à teoria da evolução, mas os crentes também estão se opondo a muitas medições, fatos e princípios nos campos da física e química, métodos de datação incluindo datação radiométrica, geologia, astronomia, cosmologia e paleontologia.

## Em comparação com outras formas de criacionismo
Como uma posição que se desenvolveu a partir do lado explicitamente anti-intelectual da Controvérsia fundamentalista-modernista [en] nas primeiras partes do século XX, não há um único consenso unificado nem consistente sobre como o criacionismo como um sistema de crenças deveria reconciliar a aceitação de seus adeptos da inerrância bíblica com fatos empíricos do Universo. Embora o criacionismo da Terra jovem seja uma das posições literalistas mais estridentes adotadas entre os criacionistas professos, também há exemplos de adeptos literalistas bíblicos tanto do geocentrismo  quanto de uma Terra plana. Conflitos entre diferentes tipos de criacionistas são bastante comuns, mas três em particular são de particular relevância para o criacionismo da Terra jovem: o criacionismo da Terra antiga, a teoria do hiato e a hipótese Omphalos.

## Crítica
Os criacionistas da Terra jovem aderem fortemente a um conceito de inerrância bíblica e consideram a Bíblia divinamente inspirada e "infalível e completamente autoritária em todos os assuntos com os quais lidam, livres de erros de qualquer tipo, científicos e históricos, bem como morais e teológicos". Os criacionistas da Terra jovem também sugerem que os defensores da compreensão científica moderna com a qual eles discordam são motivados principalmente pelo ateísmo. Os críticos rejeitam essa afirmação apontando que muitos defensores da teoria evolutiva são crentes religiosos e que os principais grupos religiosos, como a Igreja Católica Romana, a Igreja Ortodoxa Oriental, a Comunhão Anglicana e as principais igrejas protestantes, acreditam que conceitos como a cosmologia física, origens químicas da vida, evolução biológica e registros fósseis geológicos não implicam uma rejeição das escrituras. Os críticos também apontam que os trabalhadores em áreas relacionadas à biologia, química, física ou geociências não são obrigados a assinar declarações de crença na ciência contemporânea comparáveis às promessas de inerrância bíblica exigidas pelas organizações criacionistas, ao contrário da afirmação criacionista de que os cientistas operam em uma descrença  a priori nos princípios bíblicos.
Os criacionistas também descartam certas posições teológicas cristãs modernas, como as do padre jesuíta, geólogo e paleontólogo francês Pierre Teilhard de Chardin, que viu que seu trabalho com as ciências evolutivas realmente confirmou e inspirou sua fé no Cristo cósmico; ou as de Thomas Berry, um historiador cultural e ecoteólogo, que a "História do Universo" cosmológica de 13 bilhões de anos fornece a todas as crenças e tradições um único relato pelo qual o divino fez sua presença no mundo.
Os defensores do criacionismo da Terra jovem são regularmente acusados de mineração de citações, a prática de isolar passagens de textos acadêmicos que parecem apoiar suas reivindicações, enquanto excluem deliberadamente o contexto e as conclusões em contrário. Por exemplo, os cientistas reconhecem que há de fato uma série de mistérios sobre o Universo deixados a serem resolvidos, e os cientistas que trabalham ativamente nos campos que identificam inconsistências ou problemas com os modelos existentes, quando pressionados, rejeitam explicitamente as interpretações criacionistas. Teólogos e filósofos também criticaram esse ponto de vista do "Deus das lacunas".
Na defesa contra os ataques dos criacionistas da Terra jovem ao "evolucionismo" e ao "darwinismo", cientistas e céticos ofereceram réplicas de que todo desafio feito pelos proponentes do criacionismo da Terra jovem é feito de maneira não científica ou facilmente explicável pela ciência.

### Considerações teológicas
Poucos teólogos modernos interpretam literalmente o relato da criação em Gênesis. Até mesmo muitos evangélicos cristãos que rejeitam a noção de evolução darwiniana puramente naturalista costumam tratar a história como uma saga não literal, como poesia ou como literatura litúrgica.
Gênesis contém dois relatos da Criação: no capítulo 1, o homem foi criado depois dos animais (Gênesis 1:24–26), enquanto no capítulo 2 o homem foi criado (Gênesis 2:7–9) antes dos animais (Gênesis 2:19). Os proponentes da hipótese documentária sugerem que Gênesis 1 era uma litania da fonte sacerdotal (possivelmente de uma antiga liturgia judaica), enquanto Gênesis 2 foi reunido a partir de material javista mais antigo, sustentando que, para ambas as histórias serem um único relato, Adão teria nomeado todos os animais, e Deus teria criado Eva de sua costela como uma companheira adequada, tudo dentro de um único período de 24 horas.
Alguns cristãos afirmam que a Bíblia está livre de erros apenas em questões religiosas e morais, e que, no que diz respeito a questões científicas ou históricas, a Bíblia não deve ser lida literalmente. Esta posição é mantida por uma série de grandes denominações. Por exemplo, em uma publicação intitulada The Gift of Scripture, a Igreja Católica Romana na Inglaterra e no País de Gales comenta que "não devemos esperar encontrar nas Escrituras total exatidão científica ou completa precisão histórica". A Bíblia é considerada verdadeira em passagens relacionadas à salvação humana, mas "não devemos esperar total precisão da Bíblia em outros assuntos seculares". Embora a Igreja Católica ensine que a mensagem da Bíblia não contém erros, nem sempre a considera literal. Em contraste, os criacionistas da Terra jovem afirmam que as questões morais e espirituais da Bíblia estão intimamente ligadas à sua exatidão histórica; na visão deles, a Bíblia permanece ou cai como um único bloco indivisível de conhecimento.
A teologia cristã e judaica, na verdade, tem uma longa história de não interpretar literalmente a narrativa da criação de Gênesis: já no século II dC, o teólogo e apologista cristão Orígenes escreveu que era inconcebível considerar a história literal de Gênesis, enquanto Agostinho de Hipona (século IV d.C.) argumentou que Deus criou tudo no universo no mesmo instante (o que, de certo modo, prenuncia a futura teoria do Big Bang), e não em seis dias, como exigiria uma leitura simples do Gênesis; ainda antes, o estudioso judeu Philo, do século I d.C., escreveu que seria um erro pensar que a criação aconteceu em seis dias ou em qualquer período de tempo determinado.
Além das dúvidas teológicas expressas por outros cristãos, o criacionismo da Terra jovem também se opõe às mitologias da criação de outras religiões (tanto existentes quanto extintas). Muitos deles fazem afirmações sobre a origem do Universo e da humanidade que são completamente incompatíveis com as dos criacionistas cristãos (e uns com os outros).

### Refutação científica
A grande maioria dos cientistas refuta o criacionismo da Terra jovem. Já por volta de meados do século 19, a ciência dominante abandonou o conceito de que a Terra era mais jovem do que milhões de anos. Medições de escalas de tempo arqueológicas, astrofísicas, biológicas, químicas, cosmológicas e geológicas diferem das estimativas do criacionismo da Terra jovem da idade da Terra em até cinco ordens de magnitude (isto é, por um fator de cem mil vezes). Estimativas científicas da idade da cerâmica mais antiga descoberta em 20 000 a.C., as árvores mais antigas conhecidas antes de 9 400 a.C., núcleos de gelo de até 800 000 anos e camadas de depósito de lodo no lago Suigetsu com 52 800 anos de idade, são todos significativamente mais velhos do que a estimativa dos criacionistas da Terra jovem da idade da Terra.
O químico Paul Braterman argumentou que o criacionismo da Terra jovem "carrega todas as marcas de uma teoria da conspiração" pois, segundo Braterman, "os adeptos de tal teoria anti-científica oferecem um universo paralelo completo com suas próprias organizações e regras de evidência, afirmando que o estabelecimento científico que promove a evolução é uma elite arrogante e moralmente corrupta, e que esta elite supostamente conspira para monopolizar o emprego acadêmico e as bolsas de pesquisa. Os criacionistas da Terra jovem ainda afirmam que o suposto objetivo desta elite é negar a autoridade divina, e que o beneficiário final e motor principal é Satanás".

## Igrejas aderentes
- Comunhão das Igrejas Evangélicas Reformadas[108]
- Igreja Luterana–Sínodo do Missouri[109]
- Igrejas protestantes reformadas na América[110]
- Igreja Adventista do Sétimo Dia[111]
- Sínodo Evangélico Luterano de Wisconsin[112]